# Дементьев, Николай Иванович (генерал)
Николай Иванович Дементьев (13 февраля 1895 года, с. Преображенское-Михайловское, Лебедянский уезд, Рязанская губерния — 11 августа 1954 года, Барнаул) — советский военный деятель, генерал-майор (27 января 1943 года).

## Начальная биография
Николай Иванович Дементьев родился 13 февраля 1895 года в селе Преображенское-Михайловское ныне Добровского района Липецкой области.
После окончания Моршанского реального училища в 1913 году поступил на экономический факультет Киевского коммерческого института.

## Военная служба

### Первая мировая и гражданская войны
С началом Первой мировой войны Н. И. Дементьев прекратил учёбу в институте, после чего 1 мая 1915 года призван в ряды Русской императорской армии и направлен на четырёхмесячные курсы Алексеевского военного училища. 14 мая приведён к присяге, 2 июня произведен в войсковые унтер-офицеры, а 29 июля — в младшие портупей-юнкеры. После окончания курсов Н. И. Дементьев в сентябре произведён в прапорщики армейской пехоты и направлен младшим офицером в 65-й запасной полк, дислоцированный в Моршанске. В конце 1915 года переведён в 4-ю роту Ленкоранско-Нашебургского 163-го пехотного полка (41-я пехотная дивизия), а — в Ольтинский 638-й пехотный полк (160-я пехотная дивизия), в составе которых младшим офицером и командиром роты принимал участие в боевых действиях на Западном фронте. После Февральской революции исполнял должность обер-офицера для поручений при штабе 160-й пехотной дивизии. В марте 1918 года поручик Николай Иванович Дементьев демобилизован из рядов армии.
В августе 1918 года призван в ряды РККА и направлен на учёбу на Московские высшие инструкторские методические курсы, после окончания которых с сентября того же года служил инструктором всеобуча Моршанского уездного военкомата. В ноябре 1919 года назначен на должность командира роты в составе 21-го запасного стрелкового полка (Орловский военный округ), дислоцированного в Тамбов, но вскоре вернулся в Моршанск по болезни и по излечении с апреля 1920 года служил начальником отдела по борьбе с дезертирством и по снабжению топливом железной дороги.
Летом 1920 года во главе маршевой роты Н. И. Дементьев направлен в Киев, где по прибытии назначен на должность командира Радомысльской караульной роты при Радомысльском уездном военкомате, а затем переведён на должность начальника Радомысльского отряда, находясь на которой принимал участие в боевых действиях против бандитизма на территории Киевской и Полтавской губерний, а также в ликвидации банд под командованием Мардалевича, Орлика, Кречета и других. В январе 1921 года Радомысльский отряд влился в 77-й стрелковый полк, который вскоре был переименован в 548-й Богунский, в составе которого Н. И. Дементьев командиром роты и командиром батальона принимал участие в боевых действиях против бандитизма.

### Межвоенное время
После окончания войны 548-й Богунский стрелковый полк влился в 390-й Богунский, в составе которого Н. И. Дементьев назначен на должность командира батальона, а в июле 1921 года — на должность командира этого полка.
В апреле 1922 года направлен на учёбу на Харьковские повторные курсы командиров батальонов, после окончания которых в июне направлен в 130-й стрелковый полк (44-я стрелковая дивизия, Украинский военный округ), где служил на должностях командира роты и помощника командира батальона. В октябре 1923 года переведён в 132-й стрелковый полк, где исполнял должность командира батальона, однако в конце того же месяца переведён на должность командира батальона 238-го Мариупольского стрелкового полка (80-я стрелковая дивизия).
В ноябре 1929 года направлен на учёбу на курсы «Выстрел», после окончания которых в мае 1930 года назначен на должность начальника штаба 284-го стрелкового полка (95-я стрелковая дивизия), дислоцированного в Первомайске, в январе 1934 года — на должность помощника начальника штаба 95-й стрелковой дивизии, в марте 1936 года — на должность помощника начальника 1-й части штаба 15-го стрелкового корпуса, а 1 ноября 1936 года — на должность начальника штаба 99-й стрелковой дивизии (Киевский военный округ), находясь на которой, в сентябре 1939 года принимал участие в походе в Западную Украину.
В апреле 1940 года назначен на должность начальника пехоты, в октябре — на должность заместителя командира 99-й стрелковой дивизии (8-й стрелковый корпус, 26-я армия, Киевский военный округ), а 17 января 1941 года — на должность командира этой же дивизии.

### Великая Отечественная война
С началом войны находился на прежней должности. Дивизия под командованием Н. И. Дементьева принимала участие в боевых действиях в ходе приграничного сражения в районе Перемышля и уже 23 июня решительной контратакой освободила город, ранее захваченный противником, и затем неделю удерживала до получения приказа на отход. 7 июля полковник Н. И. Дементьев был тяжело ранен, после чего лечился в саратовском госпитале.
По излечении в октябре 1941 года направлен на учёбу на Высшие академические курсы Академии генштаба РККА, после окончания которых в феврале 1942 года назначен на должность командира 228-й стрелковой дивизии, формировавшейся в городе Канск и станциях Заозерная и Иланская (Сибирский военный округ). В апреле дивизия была передислоцирована на Южный фронт, где в составе 24-й армии с мая принимала участие в тяжёлых оборонительных боевых действиях на реке Северский Донец и затем в районе городов Шахты, Новочеркасск, из районов которых отступала по направлению на юг к реке Терек. В конце июля дивизия выведена в район Махачкалы, где была расформирована, а личный состав передан на укомплектование 337-й стрелковой дивизии, а в сентябре 1942 года полковник Н. И. Дементьев назначен на должность командира вступил в командование этой же дивизии, входившей в состав Северной группы войск Закавказского фронта и участвовавшей в оборонительных боевых действиях на реке Терек в районе Гудермеса и станицы Наурская. В декабре дивизия по железной дороге была передислоцирована через Баку и Тбилиси в район Сухуми, откуда совершила марш через Кабардинский перевал в район Геленджик, где вошла в Черноморскую группу войск того же фронта и затем в январе — феврале 1943 года участвовала в ходе наступательных боевых действий по освобождению ст. Крымская и г. Новороссийск. В феврале был ранен, после чего лечился в московском госпитале.
В июле 1943 года генерал-майор Н. И. Дементьев направлен в Южно-Уральский военный округ, где назначен на должность заместителя командующего войсками. В период с 31 августа по 21 сентября 1943 года исполнял должность командующего войсками округа. В августе 1944 года назначен на должность заместителя командующего войсками округа по вузам.

### Послевоенная карьера
После окончания войны находился на прежней должности.
В 1948 году назначен на должность военкома Алтайского краевого военного комиссариата.
Генерал-майор Николай Иванович Дементьев умер 11 августа 1954 года в Барнауле. Похоронен на военной площадке Богословского кладбища Санкт-Петербурга.

## Воинские звания
- Майор (24.12.1935);
- Полковник (04.11.1939);
- Генерал-майор (27.01.1943).

## Награды
- Орден Ленина (21.02.1945);
- Четыре ордена Красного Знамени (22.07.1941, 02.04.1943, 03.11.1944, 20.06.1949);
- Орден Отечественной войны I степени[2];
- Орден Красной Звезды (22.02.1941);
- Медали.